# باشگاه فوتبال کارا
باشگاه فوتبال کارا یک باشگاه فوتبال ایرانی است که در سال ۱۳۸۸ در شیراز تأسیس شده‌است. سرمربی فعلی این تیم محمد عباسی است. همچنین یک باشگاه به نام کارا در تهران فعالیت می‌کند که در مسابقات باشگاه‌های تهران حوزه شمالغرب حضور دارد 
این تیم هم‌اکنون در لیگ دسته دوم فوتبال ایران حضور دارد.
لیگ دسته دوم یکی از لیگهای کشوری است